# Isatis violascens
Isatis violascens là một loài thực vật có hoa trong họ Cải. Loài này được Bunge mô tả khoa học đầu tiên năm 1848.